# تريد لايتي
تريد لايتي (بالإنجليزية: Tread Lightly!)‏ هي منظمة غير ربحية بالولايات المتحدة، مهمتها التشجيع على استخدام المرافق العامة بمسؤولية. أنشأتها دائرة الغابات بالولايات المتحدة في عام 1985. وفي عام 1990 أصبحت منظمة غير ربحية.
تتلقى المنظمة تمويلاً من شركات تصنيع المركبات مثل تويوتا وفورد.

## وصلات خارجية
- الموقع الرسمي